# Runpinnen från Gamla Ladoga
Runpinnen från Gamla Ladoga är en träpinne med runinskrift (Rundata signum X RyNLT2004;5) hittad under utgrävningar i staden Gamla Ladoga år 1950. Texten är skriven med kortkvistrunor, även kallade rökrunor, och är av det typiskt fornnordiska slaget med versmåttet eddadiktning och allitteration samt innehåller ett så kallat dræplingr. Runpinnen från Gamla Ladoga är ett unikt föremål. Det är det enda läsbara runföremålet som hittats på Österleden i Ryssland trots att hela Gårdarike och sedan Kievriket tros vara grundat av skandinaver. Pinnen finns utställd på museet Eremitaget (LS-1969). 

## Ristningen
Texten innehåller 48 tecken och vissa av dem är bindande runor. Man kan läsa texten efter V. Kiil, som (texten kommer med öppna ligaturer) 
| Translitterering                                                                                    | Normalisering                                                        | Föremål                                | Bildlänkar |
| --------------------------------------------------------------------------------------------------- | -------------------------------------------------------------------- | -------------------------------------- | ---------- |
| [s] u f i u f u a R i þ R h a l i u a l i Rr i m s fr ą n mą n a kr ą t f i b u l s i n i b l u k a | [E]s Œfi of variðr hali valr Hríms fránmanna grand fimbulsinni plóga | måttstock(?), återanvänd som rockhuvud | Bild       |

eftersom det gör det möjligt att läsa texten mest naturligt utan "korrigering" av bokstäver och antaganden om grammatisk felaktighet, men andra läsningar förekommer.  
Det är svårt att översätta dikten, men de poetiska bilder som förekommer kan tolkas utifrån den arkeologiska kontexten av fyndet. 
1) Referens till Tor, med smeknamn eller attribut 2) hök 3) orm och/eller procession 4) plöjning (av marken) 5) drapan som helhet hyllar ett vapen som hade en hök som sin främsta prydnad eller som hade namn från första bilden, t.ex. 'rasande'.  

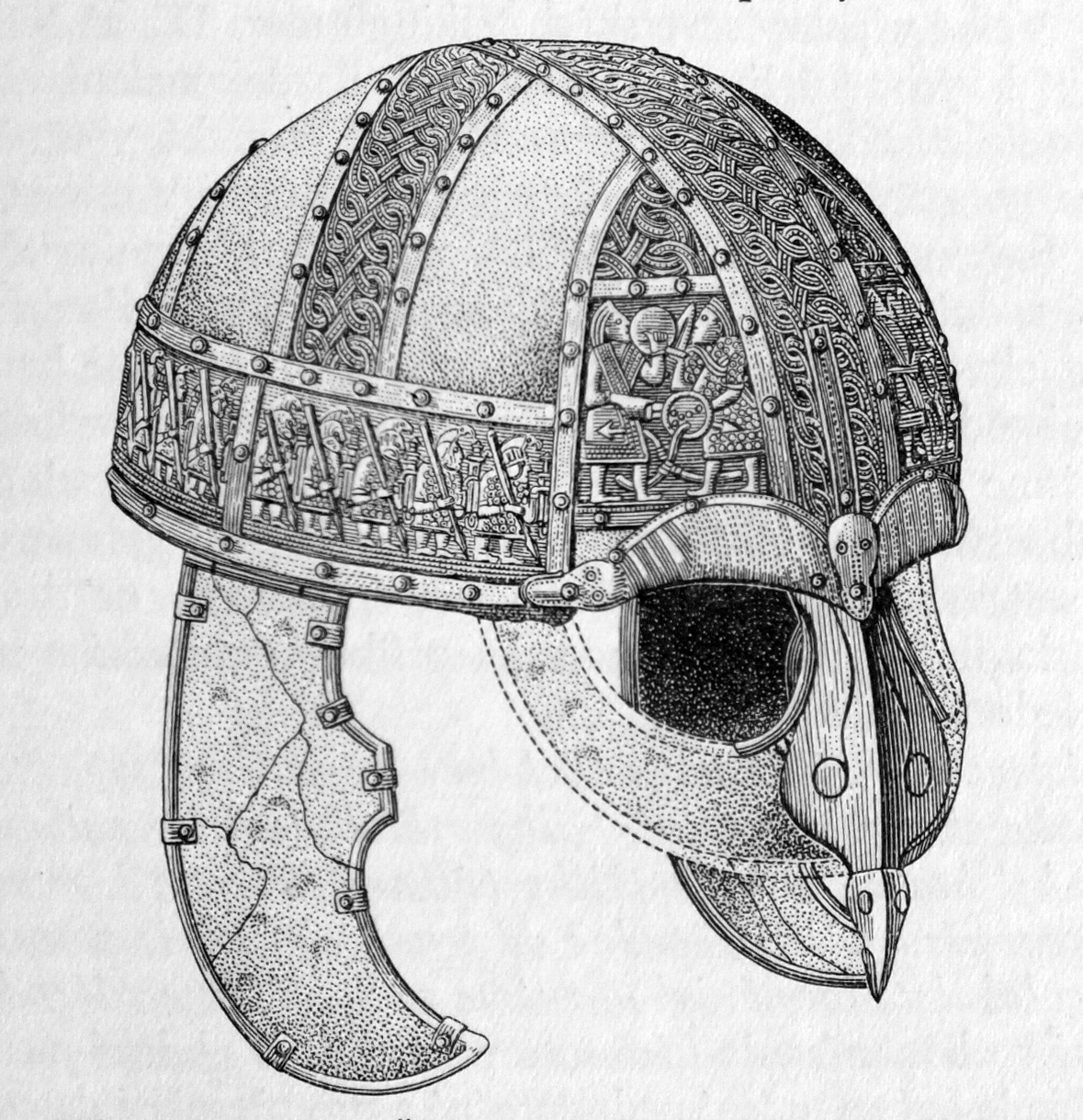
En tidig medeltida hjälm från Vendel, Sverige.

Runpinnen hittades på en 40 cm hög, obränd skräphög som bildades efter en brand år 865. Den var tiden när Rurik tillkallades som härskare efter tider av oro. Han tros ha återuppbyggt Aldeigjuborg. Markägandet var markerat genom rituell plöjning. Runpinnen var troligen en måttstock avsedd för mätning och återger den romerska längdenheten aln (diagonalen av en fyrkant med en sida i romerska fot). T.ex. trelleborgar byggdes också i romanskt mått. Längden på pinnen är 42 cm, diametern är 1,5 till 2,6 cm och inskriftens längd är 12 cm. Pinnen var återanvänd som spinnrockshuvud och då har möjligen ristningen ersatt en mer traditionell dekoration; världsträdet. Rurik hade en heraldiskt vapenbild med en fallande falk, men då falkar inte bor runt Östersjön är det därför rimligt att höken är förebild till dessa vapen. Det är möjligt att hela drapan var en skölddrapa till skölden prydd med höken, ormen och andra mytologiska bilder men arkeologiskt känd är hjälmen från vendeltid med nässkena i form av en hök med ormar och en procession av krigare.  

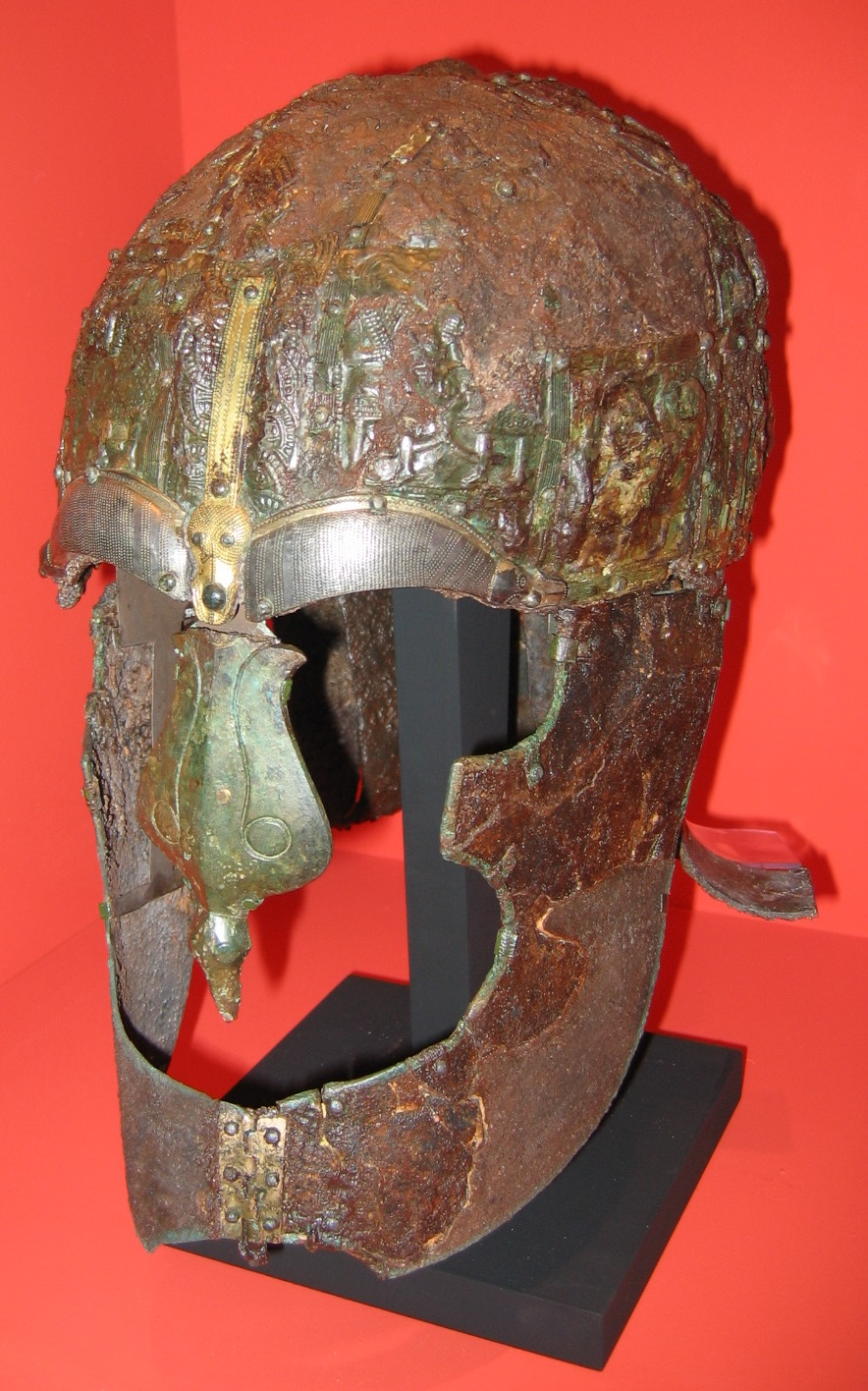
Vendeltida hjälm, Historiska museet.

## Intressanta fakta
- Aldeigjuborg (Gamla Ladoga) är också förknippat med skaldediktning genom Makternas drapa (Bandadrápa) av Eyjulf dådaskald. Det skandinaviska namnet Aldeigja (Aldeigjuborg) är för första gången[2] omnämnt i sin ursprungliga form 'Aldeigjar' där. Drapan skapades omkring år 1010 för att hylla jarl Erik Håkonsson.
- Inskriptionen of variðr hali kan tolkas som iklädd, utrustad med svans eller svans med utstyrsel. Denna utrustning, möjligen ring, finns med på jaktfalkar på många avbildningar, inklusive falkeneringsscenen på Bayeuxtapeten.